# Derrell Hutsona
Derrel Hutsona (1 de junio de 1985 en Spring Valley, California) es un jugador profesional de fútbol americano juega la posición de running back actualmente es agente libre. Jugo de colegial en Washington State.
Jugó para California Redwoods de la United Football League en la temporada 2009.

## Estadísticas UFL
|           |        | Carrera | Carrera | Carrera | Carrera | Carrera | Defensa | Defensa | Defensa | Defensa | Defensa | Defensa |
| Temporada | Equipo | Att     | Yds     | Avg     | TD      | Lg      | Tkl     | Ast     | Tot     | Sck     | Yds     | FF      |
| 2009      | CAR    | 3       | 7       | 2.3     | 0       | 6       | 0       | 1       | 0.5     | 0.0     | 0       | 0       |